# Piettarashoaivi
Piettarashoaivi är en kulle i Finland. Den ligger i Utsjoki kommun i landskapet Lappland, i den norra delen av landet, 1 100 km norr om huvudstaden Helsingfors. Toppen på Piettarashoaivi är 340 meter över havet. Piettarashoaivi ingår i Paistunturit.
Terrängen runt Piettarashoaivi är huvudsakligen platt, men norrut är den kuperad. Trakten runt Piettarashoaivi är nära nog obefolkad, med mindre än två invånare per kvadratkilometer. Närmaste större samhälle är Utsjoki by, 16,2 km nordost om Piettarashoaivi. Omgivningarna runt Piettarashoaivi är i huvudsak ett öppet busklandskap.